# Morinda asperula
Morinda asperula är en måreväxtart som beskrevs av Paul Carpenter Standley. Morinda asperula ingår i släktet Morinda och familjen måreväxter. Inga underarter finns listade i Catalogue of Life.